# Gerson Monteiro
Gerson Monteiro, né le 12 juillet 1973 à Benguela, en Angola, est un joueur angolais de basket-ball, évoluant aux postes d'arrière et d'ailier.

## Palmarès
- Champion d'Afrique 2001, 2005
- Médaille d'or aux Jeux africains de 2003
- Médaille d'or aux Jeux africains de 2007